# 野里 (姫路市)
野里（のざと）は、兵庫県姫路市の地域名、および現行の町名。
1. 『播磨国風土記』に記される大野里（おおののさと、のち大野郷とも）の後身である、市川西部の地域名。
2. 1.のうち、17世紀初頭の姫路城改修までに町場化した区域。1889年（明治22年）の市制施行時から姫路市に含まれる町丁のうち、姫路城の北側に伸びる野里街道沿いの各町（以下、野里（町場））。外曲輪内の内町、西の船場、東の神谷（南の飾磨津口を含む場合もある)と併せて姫路町と称した。
3. 1.のうち、2.に含まれなかった野里村（のざとむら、埜里村とも）。1889年（明治22年）～1934年（昭和9年）まで水上村野里、以後は姫路市野里。
4. 3.のうち、一部の区域を1995年（平成7年）に分離した後の現行町名である野里（以下、野里 （町丁））。一部を除き姫路市立水上小学校の校区。
5. 姫路市立野里小学校の校区。2.と野里（町丁）から分離した町、および内町北東部の町とで構成される（以下、野里校区）。
6. 播但線野里駅。ただし所在地は姫路市西中島（元水上村）。

## 歴史
『播磨国風土記』においては大野は荒れ野の意であるという。「大野里」に付して「砥堀」とあることから、現在の砥堀まで含んでいたとみられる。（志貴）嶋宮御宇天皇（欽明天皇）の頃、村上足島の上祖・恵多というものがこの地を欲したので里名としたとある。『和名抄』には飾磨郡14郷の一つであるとされる。この大野郷の人が移住し開墾したのが近世の大野村、現在の上大野とされる。
中世の大野郷は江戸期の大野村・平野村（現・北平野）も含んでいたとみられる。船場川は当時は二股川といい、現・梅ヶ枝町の日吉神社付近で東に分流してその流れを藍染川あるいは青見川と、さらに下流を長畝川と呼んだ。
中世の野里は日吉神社から大日町にかけてを指していた。また橋之町・金屋町の付近は「白井の宿」という宿場町でもあった。野里は鋳物師集団の根拠地で、代々の芥田五郎右衛門が「播磨国中鋳物師惣管職」を称して鋳物師棟梁を務めていた。各地の梵鐘に「野里」「芥田」「五郎右衛門」の銘が見られ、特に大坂の役の遠因となった鐘銘で知られる京都方広寺の梵鐘鋳造においては142人を引き連れて棟梁として参加している。同寺に芥田氏は武士・豪族としての側面も持っていた。
野里西部は天正頃には但馬道沿いの鍛冶町・野里寺町・大野町・威徳寺町が商店街として発展している（野里（町場））。江戸時代においては全域が姫路藩領で、野里村の南部は姫路城の外堀内に組み入れられて城下町を形成した。この際に市川の付け替え、すなわち大日付近で締め切って以前の小川の方向へ付け替えたという説（姫路城史）があるが、後に姫路市史14巻では付け替えを否定して元より市川は現在の流路であったとする説を提示している。野里村の石高は「天保郷帳」では1058石余り、「旧高旧領取締帳」では埜里村として同高、うち慶雲寺領66石余り。
1876年（明治9年）には野里村内に生野鉱山寮馬車道が、1894年（明治27年）には播但鉄道（現・播但線）が開通する。1889年（明治22年）の姫路市制施行時には野里街道沿いの各町およびその北端に隣接する野里字梅ヶ坪の一部（現・梅ヶ枝町）が姫路市に属し、それ以外の野里村は白国・保城・西中島と共に水上村に属した。野里（野里村）にある字名は、阿保殿・梅ヶ坪・鍛冶屋村・河田・北河原・大日河原・長塚・八反田・東河原・古邨（ふるやしき）・町裏・南河原・六反田である。
1944年（昭和19年）6月から1945年（昭和20年）11月に掛けて、現在の野里東同心町・野里新町・野里中町・野里東町・野里月丘町において住宅営団を施工者とする土地区画整理事業がおこなわれている。
1945年（昭和20年）7月3日深夜からの姫路空襲では坊主町・梅ヶ枝町・大日町が被災している。坊主町の野里小学校（当時は国民学校）はほぼ全焼して校区内の寺院で分散授業をおこない、後に本町68番地へ仮校舎を設けていた時期に昭和天皇の行幸を受けている。一方で野里街道沿いの他の地域は被災を免れ、多数の町屋が現存している。

## 広義の野里に含まれる町丁
凡例・補足：
- 町名リンク先も参照。
- 野里（市制当初より姫路市に含まれる区域）について：
  - 分類は橋本政次『姫路市町名字考』p.10-12を元に現在の町名に対応させた。
  - 江戸時代の分類は特記無き場合は町人地。
  - 明治初期から市制施行まで各町名に「姫路」を冠している。
- 校区欄の校名は「姫路市立○○小学校／中学校／小中学校」を省略表記。
- 野里より分割された町丁（睦町を除く）は住居表示実施済[16]。

| 町名                                                                | 読み             | 郵便番号 | 世帯数 | 人口 | 主な施設・備考／概要 | 主な施設・備考／概要 | 校区           |
| ------------------------------------------------------------------- | ---------------- | --- | ------ | ---- | --- | --- | -------------- |
| 河間町                                                              | こばさまちょう   | 670-0001 | 146    | 257  | - 雲松寺 - 誓光寺 - ジャスコ野里店跡 - 野里銀座商店街                                                                         | - 雲松寺 - 誓光寺 - ジャスコ野里店跡 - 野里銀座商店街                                                                         | 野里小／城乾中 |
| 河間町                                                              | こばさまちょう   | 姫路城野里門跡のすぐ北側にある。中世以前に二股川（現在の船場川）と支流の藍染川（青見川）の間に位置したことによる。戦後はスーパーやアーケードのある商店街として発達した。北部は殿町（とのまち）と称して、身分の比較的高い人たちが住んでいたという。 |        |      | | | 野里小／城乾中 |
| 坊主町                                                              | ぼうずまち       | 670-0011 | 146    | 311  | - 姫路市立野里小学校 - 白川神社 - 上月家住宅（国登録有形文化財） - 阿部知二旧宅 - 元侍屋敷 - 町裏浄水場（八代字町裏に掛かる） | - 姫路市立野里小学校 - 白川神社 - 上月家住宅（国登録有形文化財） - 阿部知二旧宅 - 元侍屋敷 - 町裏浄水場（八代字町裏に掛かる） | 野里小／城乾中 |
| 坊主町                                                              | ぼうずまち       | 河間町の西側にある元武家地。姫路城中堀と船場川の間へΓの字状に伸びる。坊主とは茶坊主などを指す。 |        |      | | | 野里小／城乾中 |
| 鍵町                                                                | かぎまち         | 670-0009 | 67     | 132  | - 野里門跡 - 万葉集播磨娘子歌碑 - 姫路野里門郵便局                                                                            | 旧野里街道 野里商店街 | 野里小／城乾中 |
| 鍵町                                                                | かぎまち         | 姫路城中堀の東を北上してきた野里街道が鍵の字に屈曲することから。野里門郵便局の西側の町域は本町68番地と一体化しているが、本来は野里門の外側にあたる。以下の町は南から北の順。                                                                       |        |      | | 旧野里街道 野里商店街 | 野里小／城乾中 |
| 鍛冶町                                                              | かじまち         | 670-0002 | 69     | 129  | | 旧野里街道 野里商店街 | 野里小／城乾中 |
| 鍛冶町                                                              | かじまち         | 野里村の鋳物師集団が金屋町から大野町にかけて居住して、その中心にあたることから。姫路城改修以前に既に存在したとみられる。 |        |      | | 旧野里街道 野里商店街 | 野里小／城乾中 |
| 野里寺町                                                            | のざとてらまち   | 670-0867 | 102    | 172  | - 芥田家住宅（国登録有形文化財）                                                                                              | 旧野里街道 野里商店街 | 野里小／城乾中 |
| 野里寺町                                                            | のざとてらまち   | 江戸時代は単に寺町とも。上寺町・下寺町に対応する町名。かつて増位山随願寺の末寺・曼荼羅寺があったが、のち河間町へ移り雲松寺となる。野里を冠しているが、後に述べる野里より分離した町丁とは命名経緯が異なる。                                         |        |      | | 旧野里街道 野里商店街 | 野里小／城乾中 |
| 大野町                                                              | おおのまち       | 670-0868 | 141    | 228  | - 姫路大野町郵便局 | 旧野里街道 野里商店街 | 野里小／城乾中 |
| 大野町                                                              | おおのまち       | 天正時代に大野市右衛門という人物が住んでいたことに、あるいは大野郷に由来する町名。芥田五郎右衛門が後の五郎右衛門邸附近より移転した当初は鋳物師町とも。                                                                                             |        |      | | 旧野里街道 野里商店街 | 野里小／城乾中 |
| 威徳寺町                                                            | いとくじまち     | 670-0816 | 104    | 198  | - 魚橋家住宅・魚橋呉服店（国登録有形文化財） - 天理教飾東大教会                                                               | 旧野里街道 野里商店街 | 野里小／城乾中 |
| 威徳寺町                                                            | いとくじまち     | 過去に存在した威徳寺に由来。威徳寺は随願寺の末寺で元亀元年（1570年）地元住民との争いの末に黒田職隆の裁定に従わなかったために退去させられた。梅ヶ枝町成立までは町場の野里の北端だった。                                                             |        |      | | 旧野里街道 野里商店街 | 野里小／城乾中 |
| 梅ヶ枝町                                                            | うめがえちょう   | 670-0817 | 125    | 172  | - 日吉神社（敷地の一部） | 旧野里街道 野里商店街 | 野里小／城乾中 |
| 梅ヶ枝町                                                            | うめがえちょう   | 天正の頃は野里新町とも。1889年に野里より字梅ヶ坪が分割されて姫路市に属した部分。明治から昭和戦後すぐにかけては遊郭が置かれていた。1889年～1912年は姫路市の大字名「野里」。                                                                         |        |      | | 旧野里街道 野里商店街 | 野里小／城乾中 |
| 以下の町は姫路城の外堀内側に含まれる野里の町。内町 (姫路市)も参照。 |                  | |        |      | | | 野里小／城乾中 |
| 橋之町                                                              | はしのまち       | 670-0008 | 21     | 40   | - 旧野里街道 | - 旧野里街道 | 野里小／城乾中 |
| 橋之町                                                              | はしのまち       | かつてこの地に流れていた藍染川（青見川）を渡る街道の橋があったという。 |        |      | | | 野里小／城乾中 |
| 福本町                                                              | ふくもとまち     | 670-0004 | 20     | 47   | | | 野里小／城乾中 |
| 福本町                                                              | ふくもとまち     | 当初「比丘尼町」と称したものを好字で改めたものか。 |        |      | | | 野里小／城乾中 |
| 米屋町                                                              | こめやまち       | 670-0003 | 17     | 47   | | | 野里小／城乾中 |
| 米屋町                                                              | こめやまち       | 当初は小物衆屋敷、のち町人地。町割り以前は芥田氏の畑地だった。 |        |      | | | 野里小／城乾中 |
| 五郎右衛門邸                                                        | ごろうえもんてい | 670-0857 | 99     | 202  | - 元侍屋敷 - 外堀跡の碑 | - 元侍屋敷 - 外堀跡の碑 | 野里小／城乾中 |
| 五郎右衛門邸                                                        | ごろうえもんてい | 元武家地（足軽町）。野里の鋳物師棟梁・芥田五郎右衛門に由来する。 |        |      | | | 野里小／城乾中 |

| 町名            | 読み                       | 郵便番号 | 世帯数 | 人口 | 主な施設・備考／概要 | 校区                                                                         |
| --------------- | -------------------------- | --- | ------ | ---- | --- | ---------------------------------------------------------------------------- |
| 野里            | のざと                     | 670-0811 | 1756   | 3298 | - 国道312号 - 播但線 - 旧生野鉱山寮馬車道 - 県営野里団地 「大日町」 - 最明寺 - 大歳神社 - 伝・佐野源右衛門の墓 大日河原 - はぜの木 「二本松町」 - 姫路二本松郵便局 「北野町」 - 日吉神社（山王神社） | 大半：水上小／増位中 南端部：東小／東光中 ごく一部（字町裏）：野里小／城乾中 |
| 野里            | のざと                     | 広義の野里のうち、戦後まで農地だった区域。明治初期に士族授産の一環として、大日河原に一時期製糸場が置かれたことがある。1973年（昭和48年）に南端西部が睦町の一部として分離、1995年（平成9年）に西部の以下の町丁が分離。 |        |      | | 大半：水上小／増位中 南端部：東小／東光中 ごく一部（字町裏）：野里小／城乾中 |
| 野里東同心町    | のざとひがしどうしんまち   | 670-0863 | 64     | 148  | | 野里小／城乾中                                                               |
| 野里東同心町    | のざとひがしどうしんまち   | 内町の同心町から外堀をはさんで東隣にあることから。以下の町は概ね南から北の順。 |        |      | | 野里小／城乾中                                                               |
| 野里新町        | のざとしんまち             | 670-0862 | 86     | 143  | | 野里小／城乾中                                                               |
| 野里新町        | のざとしんまち             | 戦前の川西航空機の社宅が北川西町と呼ばれ、民間に払い下げられて宅地化した |        |      | | 野里小／城乾中                                                               |
| 野里中町        | のざとなかまち             | 670-0864 | 72     | 128  | | 野里小／城乾中                                                               |
| 野里中町        | のざとなかまち             | 野里新町同様の新興住宅地。 |        |      | | 野里小／城乾中                                                               |
| 野里堀留町      | のざとほりどめちょう       | 670-0866 | 172    | 329  | - 野里ひろば（元姫路市立野里幼稚園） | 野里小／城乾中                                                               |
| 野里堀留町      | のざとほりどめちょう       | 姫路城外堀の北端に位置することから。 |        |      | | 野里小／城乾中                                                               |
| 野里東町        | のざとひがしまち           | 670-0861 | 96     | 176  | | 野里小／城乾中                                                               |
| 野里東町        | のざとひがしまち           | 元は県営住宅がありその東部に当たることから。 |        |      | | 野里小／城乾中                                                               |
| 野里月丘町      | のざとつきおかちょう       | 670-0865 | 85     | 171  | | 野里小／城乾中                                                               |
| 野里月丘町      | のざとつきおかちょう       | 月の岡という地名は北条時頼の廻国伝説に関わり、月を詠んだことによるという。戦前は川西航空機の社宅があった。 |        |      | | 野里小／城乾中                                                               |
| 野里慶雲寺前町  | のざとけいうんじまえちょう | 670-0813 | 187    | 360  | - 景雲寺 - お夏清十郎比翼塚 - 野里固寧倉 - 野里公民館 | 野里小／城乾中                                                               |
| 野里慶雲寺前町  | のざとけいうんじまえちょう | 野里村の字鍛冶屋村（北側）と字阿保殿（南側）にあたる。 |        |      | | 野里小／城乾中                                                               |
| 野里大和町      | のざとやまとちょう         | 670-0815 | 53     | 86   | | 野里小／城乾中                                                               |
| 野里大和町      | のざとやまとちょう         | かつて大和郡山より移住してきた人が住んだという。 |        |      | | 野里小／城乾中                                                               |
| 野里上野町1丁目 | のざとうえのちょう         | 670-0814 | 156    | 320  | | 野里小／城乾中                                                               |
| 野里上野町2丁目 | のざとうえのちょう         | 670-0814 | 116    | 273  | | 野里小／城乾中                                                               |
| 野里上野町2丁目 | のざとうえのちょう         | 古くは大野郷の上野の里と称した。他に寛延2年（1749年）酒井忠恭の姫路移封時に上野前橋より移住した人が住んだとも、野里の上にあるという事からの通称地名が正式な町名となったとも。                                         |        |      | | 野里小／城乾中                                                               |
| 睦町            | むつみちょう               | 670-0812 | 265    | 378  | - 県営城東団地 | 城東小／東光中                                                               |
| 睦町            | むつみちょう               | 1973年（昭和48年）に南端西部が城東町の一部と合併した際に、野里・城東両地区が仲睦まじくあるようにとの意図を込めて命名。                                                                                                |        |      | | 城東小／東光中                                                               |

## ゆかりの人物
- 五十嵐播水（俳人・医師）[58]
- 阿部知二（小説家）[59]
- 高田賢三（ファッションデザイナー）[60]
- 明珍宗理（明珍家当主・明珍火箸制作者）[61]
- 弓岡敬二郎（プロ野球選手（阪急→オリックス）・野球指導者）[61]
- 堀川和洋（元姫路市長）（以上、野里小学校卒業者[61]）
- 三上参次（歴史学者）[59]
- 大塚徹（詩人・作詞家）[62]